# Río San Pedro (Calle-Calle)
El río San Pedro es un curso natural de agua de Chile, emisario del lago Riñihue y que fluye en la comuna Los Lagos de la Provincia de Valdivia, desembocando en su confluencia con el estero Quinchilca en el río Calle-Calle.
Drena agua desde el lago Riñihue, el último de los Siete Lagos, y desemboca en el río Calle-Calle, que a su vez desemboca en el río Valdivia, y que llega hasta la bahía de Corral (desembocando finalmente el océano Pacífico).

## Trayecto
El río San Pedro nace como emisario, descarga, del lago Reñihue, que es sólo el último de la cadena de grandes lagos que alimentan al San Pedro. Hans Niemeyer describe así la cadena de lagos:
Se origina en el extremo poniente del lago Lacar con el nombre de río Hua-Hum. Cruza la frontera política por el el paso de Hua-Hum dirigiéndose al noroeste por 12,5 km para caer en el extremo sur del lago Pirihueico. Con el nombre de río Fui y dirección aproximada al oeste y 7,5 km de longitud, escurre a partir de dicho lago para juntarse con el desagüe del lago Neltume, situado poco más al norte, formando el río Llanquihue que cae en el extremo sureste del lago Panguipulli. Este río tiene dirección al oeste y longitud de 8 km. En la ribera opuesta, dentro de la misma zona donde llega al río Llanquihue está el desagüe del lago Panguipulli a través del río Enco, que toma dirección al SSO y longitud de 10 km. El río Enco entra al extremo sudeste del lago Riñihue que tiene un eje mayor orientado al NO, y de cuyo extremo más occidental nace, finalmente, el río San Pedro.: 471–472 
El río San Pedro termina en la junta con el estero Quinchilca, donde comienza el río Calle-Calle.: 32 

## Caudal y régimen
La subcuenca del río Calle-Calle que incluye las subcuencas de sus principales afluentes, los ríos San Pedro y Collileufú tiene un claro régimen pluvial, con la única excepción del río Liquiñe, afluente del lago
Neltume, el que presenta un régimen pluvio–nival. En años lluviosos las crecidas ocurren entre junio y agosto, resultado de importantes aportes pluviales. Los menores escurrimientos se observan entre enero y marzo. En años secos o normales se mantiene la importancia de los aportes pluviales, con los mayores escurrimientos entre junio y agosto. El período de menores caudales se presenta en el trimestre entre enero y marzo.: 51 

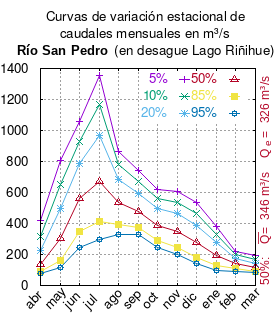
Curvas de variación estacional del río San Pedro en el desagüe del Lago Riñihue, es decir al comienzo de su travesía.

El caudal del río (en un lugar fijo) varía en el tiempo, por lo que existen varias formas de representarlo. Una de ellas son las curvas de variación estacional que, tras largos periodos de mediciones, predicen estadísticamente el caudal mínimo que lleva el río con una probabilidad dada, llamada probabilidad de excedencia. La curva de color rojo ocre (con {\displaystyle {\color {Red}\vartriangle }}) muestra los caudales mensuales con probabilidad de excedencia de un 50%. Esto quiere decir que ese mes se han medido igual cantidad de caudales mayores que caudales menores a esa cantidad. Eso es la mediana (estadística), que se denota Qe, de la serie de caudales de ese mes. La media (estadística) es el promedio matemático de los caudales de ese mes y se denota {\displaystyle {\overline {Q}}}. 
Una vez calculados para cada mes, ambos valores son calculados para todo el año y pueden ser leídos en la columna vertical al lado derecho del diagrama. El significado de la probabilidad de excedencia del 5% es que, estadísticamente, el caudal es mayor solo una vez cada 20 años, el de 10% una vez cada 10 años, el de 20% una vez cada 5 años, el de 85% quince veces cada 16 años y la de 95% diecisiete veces cada 18 años. Dicho de otra forma, el 5% es el caudal de años extremadamente lluviosos, el 95% es el caudal de años extremadamente secos. De la estación de las crecidas puede deducirse si el caudal depende de las lluvias (mayo-julio) o del derretimiento de las nieves (septiembre-enero).

## Historia
Francisco Solano Asta-Buruaga y Cienfuegos escribió en 1899 en su Diccionario Geográfico de la República de Chile sobre el río:
Río Grande de San Pedro.-—Se da este nombre especialmente al Callacalla en su primera parte desde su origen en el lago de Riñihue hasta que se junta con el Quinchilca, formando un gran semicírculo de unos 40 kilómetros de extensión, cuya concavidad mira al SE. En esta parte el río corre estrechado entre sierras. Toma el nombre por el de un fundo así llamado que se halla en su ribera izquierda inmediata al NE. de la aldea de Quinchilca.
El Terremoto de Valdivia de 1960 provocó un deslizamiento de tierras que cerró el desagüe natural del lago Riñihue con el consiguiente peligro de una avalancha.

## Población, economía y ecología

Diagrama unifilar de la cuenca del río Valdivia.

## Conflictos ambientales
Actualmente existe un proyecto de piscicultura a cargo de la empresa japonesa Salmones Antárticas, el que ha generado un movimiento social en contra de la iniciativa. Si bien existe una Resolución de Calificación Ambiental desde 2008, los activistas ambientales han solicitado su caducidad, denunciando el impacto negativo que tendría contra la biodiversidad del río.